# 川崎市立中原小学校
川崎市立中原小学校（かわさきしりつ なかはらしょうがっこう）は、神奈川県川崎市中原区小杉御殿町1丁目にある公立小学校。

## 沿革
出典
- 1873年（明治6年） - 西明寺に小杉学舎が建つ。
- 1875年（明治8年） - 旭学校が開校。
- 1876年（明治9年） - 小杉学舎が小杉学校と改称。
- 1901年（明治34年） - 中原小学校開校（西明寺に4教室3学級）。この年を創立年とした。
- 1902年（明治35年） - 宝池院に高等中原小学校開校。
- 1908年（明治41年） - 高等中原小学校が廃止される（小学校4年卒業から6年卒業に）。
- 1923年（大正12年） - 西明寺の6教室を今の学校に移し、中原尋常高等小学校になる。
- 1928年（昭和3年） - 校歌制定。
- 1933年（昭和8年） - 川崎市中原尋常高等小学校と改称。
- 1935年（昭和10年） - 講堂完成。
- 1936年（昭和11年） - 用水路を府中県道際に移し、運動場を拡張。
- 1941年（昭和16年） - 東側に2階校舎建設。分教場（旭小学校）が独立し、「大戸国民学校」となり通学区が変更。国民学校令により、中原国民学校と改称。
- 1943年（昭和18年） - 平屋建て2教室が完成。
- 1947年（昭和22年） - 学制改革により、川崎市立中原小学校と改称。ミルク給食が始まり、給食調理場もできる。
- 1948年（昭和23年）4月30日[3] - 上丸子小学校が開校し、本校を仮校舎とした。
- 1949年（昭和24年） - 上丸子小学校と分かれる。
- 1951年（昭和26年） - 創立50周年記念式典挙行。パン給食開始。
- 1954年（昭和29年） - 正面新校舎改築。
- 1956年（昭和31年） - 箱根林間学校開始。
- 1957年（昭和32年）10月25日[4] - 宮内小学校が開校し、児童319人が転出。
- 1961年（昭和36年） - 創立60周年記念式典挙行。理科室・プール完成。
- 1968年（昭和43年） - 鉄筋校舎3教室完成。
- 1969年（昭和44年） - 小鳥飼育舎完成。
- 1970年（昭和45年） - 魚類飼育池完成。
- 1971年（昭和46年） - 体育館完成。
- 1972年（昭和47年） - 特別教室鉄筋3階建て教室完成。
- 1973年（昭和48年） - 鉄筋校舎3階建て6教室完成。
- 1981年（昭和56年） - 創立80年記念式典挙行。
- 1983年（昭和58年） - 米飯給食開始。
- 1985年（昭和60年） - プール更衣室が建て替えられる。
- 1987年（昭和62年） - 改修工事が行われ、多目的ホールができる。
- 1989年（平成元年） - 事務センター、用務員室、更衣室ができる。
- 1990年（平成2年） - 校庭東側フェンスと防球ネットが設置される。
- 1992年（平成4年） - 創立90周年記念式典挙行。新プールが完成し、体育館は取り壊しされる。
- 1996年（平成8年） - 体育館完成。
- 1997年（平成9年） - 飼育小屋と正門が改築される。
- 1999年（平成11年） - 体育倉庫が改築される。
- 2000年（平成12年） - パソコンルームができる。
- 2001年（平成13年） - 創立100周年記念式典挙行。
- 2007年（平成19年） - 神奈川県より「愛鳥モデル校」の指定を受ける。耐震工事実施。
- 2009年（平成21年） - 教室に冷房設置。
- 2011年（平成23年） - 創立110周年記念式典挙行。
- 2014年（平成26年） - 校務員制度が始まる。多目的室を普通教室に転換。
- 2015年（平成27年） - 郷土資料室を普通教室に戻す。川崎市備蓄倉庫が完成。
- 2018年（平成30年） - 給食室の改修工事実施。
- 2019年（平成31年） - 体育館の改修工事実施。
- 2021年（令和3年）11月6日 - 創立120周年記念式典挙行[5]。

## 通学区域
出典
- 中原区
  - 今井上町（9番、10番、13番）
  - 上小田中6丁目（5番～15番、21番～46番、48番～51番8号）
  - 上小田中7丁目（全域）
  - 小杉御殿町1丁目（全域）
  - 小杉御殿町2丁目（全域）
  - 等々力（1番2号～3番、6番1号～18番）

## 進学先中学校
出典
- 川崎市立宮内中学校

## 周辺施設
- 中原小学校わくわくプラザ - 同一建物内
- 国道409号
- 小杉神社
- 川崎市役所総務局情報管理部公文書館
- 川崎市立学校教職員互助会館とどろき
- 等々力緑地
  - 等々力テ二スコート - ここが学校に一番近い。
  - 中部公園事務所
  - 等々力球場
  - 等々力陸上競技場
- 二ヶ領用水
- 西明寺

## 交通
- 「市営等々力グランド入口」バス停下車後徒歩3分
- 停車運行系統は、川崎市営バス「溝05」・「杉40」、東急バス「溝02」・「溝03」・「川31」・「川32」・「川33」の各系統。